# 陆旭 (外交官)
陆旭（1970年3月—），女，中华人民共和国外交官，曾任中华人民共和国驻卡尔加里总领事，现任中华人民共和国驻马拉维共和国特命全权大使。

## 生平
陆旭曾任驻英国大使馆领事部参赞兼总领事和外交部领事司参赞。2014年，升任外交部领事司副司长。2017年9月，出任中华人民共和国驻卡尔加里总领事。2022年7月，自驻卡尔加里总领事离任。回国后任中国公共外交协会代表。2025年2月，出任中华人民共和国驻马拉维大使。